# Christian Lusch
Christian Lusch, född 19 februari 1981 i Bühl, är en tysk sportskytt.
Lusch blev olympisk silvermedaljör i gevär vid sommarspelen 2004 i Aten.